# Tarta de mantequilla
Una tarta de mantequilla es un tipo de tarta de hojaldre pequeña muy apreciada en la cocina canadiense. La tarta dulce consiste en un relleno de mantequilla, azúcar, almíbar y huevo, horneados en una masa de hojaldre hasta que el relleno esté semisólido con una parte superior crujiente. La tarta de mantequilla no debe confundirse con el pastel de mantequilla (un sabroso pastel del área de Preston en Lancashire, Inglaterra ) o con el budín de pan y mantequilla .
Las recetas para la tarta de mantequilla varían según las familias que las hornean. Debido a esto, la apariencia y las características físicas de la tarta de mantequilla, la firmeza de su masa o la consistencia de su relleno, varían también.
Tradicionalmente, la tarta inglés-canadiense consiste en mantequilla, azúcar y huevos en una masa de hojaldre, similar al pastel de azúcar franco-canadiense, o la base del pastel de nueces de EE. UU. sin la cubierta de nueces . La tarta de mantequilla es diferente de la tarta de azúcar por la falta de harina en el relleno. La tarta de mantequilla es diferente del pastel de nuez en que tiene un relleno "más líquido" debido a la omisión de almidón de maíz . A menudo, se agregan pasas, nueces o pecanas a la tarta de mantequilla tradicional, aunque la aceptabilidad de tales adiciones es un tema de debate nacional. Como comida canadiense icónica y uno de los postres más populares del país, la cuestión de pasas o no pasas puede provocar un debate polarizador.
Algunos panaderos también producen sabores más exóticos. Ejemplos tales como arce, tocino, calabaza, chile y cardamomo con caramelo salado se han creado para competencias.

## Historia
Las tartas de mantequilla eran comunes en la cocina canadiense pionera y siguen siendo un pastel característico de Canadá, considerado una receta de origen genuinamente canadiense. Se come principalmente y se asocia con las provincias de habla inglesa de Canadá.
La tarta de mantequilla es un derivado de uno o más de los siguientes:
- Tarta ribete: un pastel similar que incluye frutas secas del país fronterizo anglo-escocés.[9]
- Tarta de azúcar (tarte au sucre): que posiblemente vino con la llegada de las "Hijas del Rey" a Quebec durante el siglo XVII, donde las novias importadas usaban jarabe de arce, mantequilla y frutas secas para hacer un posible precursor de los ejemplos modernos de la tarta de mantequilla.[2]
- Pastel de pecanas: que posiblemente vino al norte desde el sur de los Estados Unidos.
- Pastel al revés: que se encuentra en las Islas Marítimas y el oeste de Canadá y se hace con jarabe de maíz.
- Shoofly pie: que se hace con melaza y proviene de la comunidad holandesa de Pensilvania.
- Tarta de melaza: que es un pastel inglés elaborado con sirope dorado o melaza.

La receta canadiense más antigua publicada es de Barrie, Ontario, que data de 1900 y se puede encontrar en The Women's Auxiliary of the Royal Victoria Hospital Cookbook, a la que la Sra. Mary Ethel MacLeod presentó la receta de una tarta del relleno de mantequilla. El libro de cocina y la receta originales se encuentran en los archivos del condado de Simcoe. Otra publicación temprana de una receta de tarta de mantequilla se encontró en un libro de cocina de tartas de 1915. La comida era una parte integral de la cocina canadiense temprana y, a menudo, se la consideraba una fuente de orgullo.
Tartas similares se hacen en Escocia, donde a menudo se las conoce como tartas de mantequilla Ecclefechan de la ciudad de Ecclefechan. En Francia, están relacionados con la tarte à la frangipane, que es mucho más común y que se diferencia de la receta canadiense básica solo por la adición de almendras molidas.

## Identidad cultural
Las tartas de mantequilla son una parte integral de la cocina del centro de Canadá y son objetos de orgullo cultural de muchas comunidades en Ontario y, de hecho, en Canadá. Esta conexión cultural y comunitaria con la tarta ha generado turismo temático de tartas de mantequilla, como el festival de tartas de mantequilla en Muskoka Lakes, Ontario, la marca registrada "Butter Tart Trail" en Wellington North, Ontario, y el "Butter Tart Tour" en Kawarthas Northumberland, Ontario. Desde entonces, las dos asociaciones en competencia han resuelto su disputa, llamada "The Butter Tart Wars" por Canadian Living, a través del acuerdo mutuo para modificar "The Butter Tart Tour" a "Kawarthas Northumberland Butter Tart Tour". El primer Kawarthas Northumberland Butter Tart Tour Taste-Off se lanzó en el Festival del Sabor en Peterborough el domingo 28 de abril de 2013, donde cuatro panaderías fueron coronadas como ganadoras por un panel de jueces famosos.
El Festival y Concurso de la Mejor Tarta de Mantequilla de Ontario es un evento anual que se lleva a cabo en Midland, Ontario. La parte del concurso del festival atrae a panaderos de todo Ontario y es la celebración temática de tartas de mantequilla más grande de Canadá, con más de 50.000 tartas vendidas en el mercado del festival en 2014.
National Geographic reconoció la importancia de la tarta de mantequilla en un artículo sobre Georgian Bay, Ontario. En octubre de 2013, refiriéndose a un puesto en Wasaga Beach, afirmaron que "Son las tartas de mantequilla canadienses caseras, una corteza escamosa con un relleno pegajoso de nueces, lo que distingue a este lugar de otros puestos de helados junto al lago".
La producción de tartas de mantequilla en Canadá se desaceleró después de una inundación en Quebec en abril de 2019, que afectó a un centro de producción importante. Global News informó que la panadería Vachon en Sainte-Marie-de-Beauce tuvo que ser evacuada después de una inundación prolongada. En julio, Global News informó que la panadería estaba volviendo lentamente a la velocidad.
La tarta de mantequilla se celebró con la emisión de un sello postal conmemorativo de Canada Post en abril de 2019, como parte de la serie "Sweet Canada".
La banda canadiense de rock alternativo Len hizo referencia a las tartas de mantequilla en su éxito internacional de 1999 Steal My Sunshine, lo que confundió a algunos oyentes no canadienses.